# Piața serviciilor de telefonie mobilă din România
În 2010, 82% din gospodăriile folosesc servicii de telefonie mobilă, indiferent că este vorba de servicii cu abonament sau de cartele preplătite.
Gradul de penetrare a serviciilor de telefonie fixă este semnificativ mai mare în mediul urban (89%) comparativ cu mediul 
rural (73%). 48% din utilizatori folosesc doar servicii pe bază de abonament, 40% doar cartele preplătite iar 12% folosesc atât abonamente cât și cartele. Orange este lider pe piața serviciilor de telefonie mobilă, jumătate din utilizatori folosind cel puțin o cartelă SIM de la Orange. 35% utilizează servicii de telefonie mobilă de la Vodafone, 26% de la Telekom si 9% de la Digi . Pe regiuni, Orange este lider în Nord-est, Nord-vest, Vest, Sud-vest și Centru, iar Vodafone în București, Sud și Sud-est. Telekom nu ocupă poziția de lider în nicio regiune, dar înregistrează rate foarte bune de penetrare în București, Sud-vest, Sud și Sud-est.
În 2013, sunt 22,7 milioane de utilizatori activi de servicii de telefonie mobila, ceea ce sugerează că aproximativ toți românii dețin un telefon mobil. Ca și în 2010, acești utilizatori se împart în utilizatori de cartele prepay și cei cu abonament. O noutate față de 2010, este apariția și răspândirea telefoanelor de tip smartphone, iar principalii operatorii de telefonie mobilă în România oferă prețuri avantajoase la aceste telefoane cu abonamentele încheiate pe o perioadă de 2 ani 

## Licitația 5G (2022)
În noiembrie 2022 ANCOM a oferit spre licitație 4 benzi de frecvențe noi și vechi: 700 MHz, 1500 MHz, 2600 MHz și 3400-3800 MHz.

La această licitație au participat doar 3 operatori: Orange, RCS & RDS și Vodafone.
Au fost adjudecați 420 MHz din cantitate totală de spectru oferiți, 76% din totalul disponibil.
Taxele de licențiere, în cuantum total de 432.611.043 €, vor fi parte la bugetul de stat.
În urma licitației, ORANGE ROMÂNIA S.A. și-a adjudecat 2 blocuri de câte 2x5 MHz în banda de 700 MHz FDD, toate cele 8 blocuri de câte 5 MHz disponibile în banda de 1500 MHz și 16 blocuri de câte 10 MHz în banda 3400-3800 MHz, contra sumei de 264.607.669 euro reprezentând taxă de licență.
Vodafone România a câștigat 1 bloc de 2x5 MHz în banda de 700 MHz FDD și 10 blocuri de câte 10 MHz în banda 3400-3800 MHz, urmând a achita suma de 122.503.374 euro cu titlu de taxă de licență.
RCS & RDS și-a adjudecat cele 4 blocuri de câte 2x5 MHz disponibile în banda de 2600 MHz FDD și 5 blocuri de câte 10 MHz în banda 3400-3800 MHz, pentru care va achita suma de 45.500.000 euro reprezentând taxă de licență.
Telekom nu a participat, dar urmează să implementeze tehnologia 5G în continuare în spectrul deja deținut.
RCS & RDS are în proprietate acum tot spectrul din banda 38 de 2.600 MHz TDD (45 Mhz), iar nou bandă B7 FDD (2 x 40 MHz) este în plină dezvoltare la nivelul orașului București și Oradea (octombrie 2023).
Motivul pentru care RCS & RDS nu a achiziționat spațiu nou în spectrul sub 1 GHz, ar putea fi văzut de conversia de la 3G la 4G și extinderea masivă a rețelei în zonele rurale.
La momentul actual Banda 1 FDD de 2.100 MHz este convertită în marile orașe la standardul 5G NSA care este compatibil cu echipamentele 4G.

### 1500 MHz (B32)
Orange România și-a adjudecat întreg spectrul de 1.500 MHz, și mai mult ca sigur îl va folosi pentru a dezvolta o nouă rețea dedicată pentru zonele rurale. În orașe, urmează să dețină cea mai mare parte din spectrul 3.400-3.800, anume 160 MHz.

### Rezultate licitație 2022
| Bandă de frecvențe           | Cantitate spectru disponibilă la licitație | Nr. blocuri   | Perioada de valabilitate | Cantitate spectru adjudecat/operator | Cantitate spectru adjudecat/operator | Cantitate spectru adjudecat/operator | Cantitate totală spectru adjudecat | Procent spectru adjudecat |
| Bandă de frecvențe           | Cantitate spectru disponibilă la licitație | Nr. blocuri   | Perioada de valabilitate | ORANGE                               | RCS & RDS                            | Vodafone                             | Cantitate totală spectru adjudecat | Procent spectru adjudecat |
| ---------------------------- | ------------------------------------------ | ------------- | ------------------------ | ------------------------------------ | ------------------------------------ | ------------------------------------ | ---------------------------------- | ------------------------- |
| 700 MHz FDD‎                  | 2 x 30 MHz                                 | 6             | 01-01-2023 31-12-2042    | 2 x 10 MHz (2 blocuri)               | -                                    | 2 x 5 Mhz (1 bloc)                   | 2 x 15 MHz (3 blocuri)             | 50%                       |
| 700 MHz SDL                  | 1 x 15 MHz                                 | 3             | 01-01-2023 31-12-2042    | -                                    | -                                    | -                                    | -                                  | 0%                        |
| 1500 MHz SDL                 | 1 x 40 MHz                                 | 8             | 01-01-2023 31-12-2042    | 1 x 40 MHz (8 blocuri)               | -                                    | -                                    | 1 x 40 MHz (8 blocuri)             | 100%                      |
| 2600 MHz FDD                 | 2 x 20 MHz                                 | 4             | 01-01-2023 05-04-2029    | -                                    | 2 x 20 MHz (4 blocuri)               | -                                    | 2 x 20 MHz (4 blocuri)             | 100%                      |
| 3400-3800 MHz                | 1 x 400 MHz                                | 40            | 01-01-2026 31-12-2045    | 1 x 160 MHz (16_blocuri)             | 1 x 50 MHz (5_blocuri)               | 1 x 100 MHz (10_blocuri)             | 1x310 MHz (31_blocuri)             | 77,5%                     |
| Total spectru                | 555 MHz                                    | 61            |                          | 220 MHz                              | 90 MHz                               | 110 MHz                              | 420 MHz                            | 75,6%                     |
| Preț de adjudecare /operator |                                            |               |                          | 264.607.669 €                        | 45.500.000 €                         | 122.503.374 €                        |                                    |                           |
| Preț de adjudecare total     | 432.611.043 €                              | 432.611.043 € | 432.611.043 €            | 432.611.043 €                        | 432.611.043 €                        | 432.611.043 €                        | 432.611.043 €                      | 432.611.043 €             |

| Operator | Spectru alocat sub 1 GHz (MHz) | Spectru alocat sub 1 GHz (MHz) | Spectru alocat între 1 și 3 GHz (MHz) | Spectru alocat între 1 și 3 GHz (MHz) | Spectru alocat peste 3 GHz (MHz) | Spectru alocat peste 3 GHz (MHz) |
| Operator | înainte de procedura 2022      | după procedura 2022            | înainte de procedura 2022             | după procedura 2022                   | înainte de procedura 2022        | după procedura 2022              |
| Orange   | 40 (2 x 20)                    | 60 (2 x 30)                    | 110 (2 x 55)                          | 150 (2x55 + 1x40)                     | 115                              | 160                              |
| Vodafone | 40 (2 x 20)                    | 50 (2 x 25)                    | 90 (2 x 45)                           | 90 (2 x 450)                          | 40                               | 100                              |
| RCS&RDS  | 20 (2 x 10)                    | 20 (2 x 10)                    | 115 (2x35 + 1x45)                     | 155 (2x55 x 1x45)                     | 50                               | 50                               |
| Telekom  | 30 (2 x 15)                    | 30 (2 x 15)                    | 100 (2 x 50)                          | 100 (2 x 50)                          | -                                | -                                |
| Alții    | -                              | -                              | -                                     | -                                     | 55                               | -                                |
| TOTAL    | 130 (2 x 65)                   | 160 (2 x 80)                   | 415 (2x185 + 1x45)                    | 495 (2x205 + 1x85)                    | 260 (până la 31.12.2025)         | 310 (începând cu 01.01.2026)     |

| Data scadenței de plată | Suma de plată (euro) | Suma de plată (euro) | Suma de plată (euro) |
| ----------------------- | -------------------- | -------------------- | -------------------- |
| Data scadenței de plată | Orange               | Vodafone             | RCS & RDS            |
| 8 decembrie 2022        | 76.000.000           | 30.000.000           | 13.000.000           |
| 17 noiembrie 2023       | 10.000.000           | 3.000.000            | -                    |
| 18 noiembrie 2024       | 12.000.000           | 4.000.000            | -                    |
| 1 iulie 2025            | 48.000.000           | 30.000.000           | 15.000.000           |
| 17 noiembrie 2025       | 18.000.000           | 5.000.000            | -                    |
| 17 noiembrie 2026       | 28.000.000           | 11.000.000           | 2.500.000            |
| 17 noiembrie 2027       | 32.601.000           | 12.000.426           | 2.500.000            |
| 17 noiembrie 2028       | 40.006.669           | 27.502.948           | 12.500.000           |
| TOTAL                   | 264.607.669 €        | 122.503.374 €        | 45.500.000 €         |